# IPad (derde generatie)
De derde generatie iPad die Apple op 7 maart 2012 introduceerde is de opvolger van de iPad 2. Deze kreeg officieel geen numerieke aanduiding mee, alhoewel hij ook wel bekend staat als iPad 3. Tijdens de introductie en in reclamecampagnes gebruikt Apple de naam The new iPad. De derde generatie iPad bevat een Retina-display met 2048×1536 pixels, vier keer meer dan de iPad 2. Apple paste dit type scherm ook al toe op de iPhone 4 en de iPhone 4s. Verder bevat de nieuwe iPad een Apple A5X-processor en heeft hij aan de achterzijde een 5-megapixel iSight-camera. Bovendien biedt hij door middel van een LTE-chip ondersteuning voor 4G (3.9G). Deze iPad beschikt verder over Bluetooth 4.0. De derde generatie iPad is sinds 16 maart 2012 verkrijgbaar in de Verenigde Staten en sinds 23 maart 2012 in Nederland, België en andere delen van Europa.